# Břetislav Benda

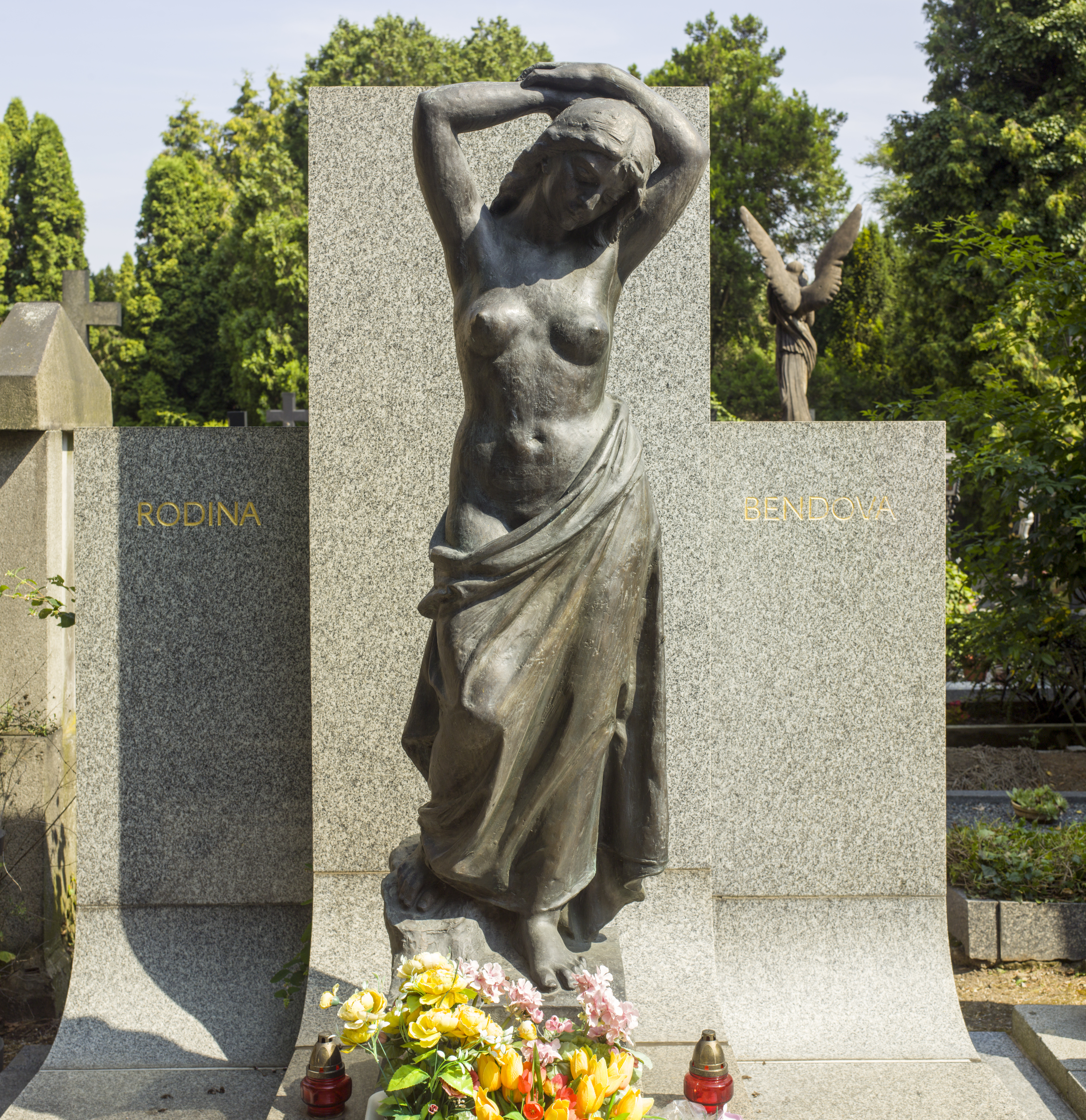
Rodinný hrob na Vyšehradském hřbitově v Praze

Břetislav Benda (28. března 1897 Líšnice u Milevska – 19. srpna 1983 Praha) byl český sochař, který patří mezi významné české umělce 20. století. Jeho dílo zahrnuje několik set plastik a kreseb. Mnoho sochařských prací zdobí průčelí veřejných budov a městské parky. Byl nazýván sochařem ženského těla.

## Život
Narodil se jako nejstarší ze sedmi dětí učitele Františka Bendy a jeho ženy Žofie. První tři ročníky měšťanky vychodil v Milevsku, kde na podnět svých učitelů začal rozvíjet svou zálibu v kreslení. Čtvrtý ročník měšťanské školy musel navštěvovat až ve Strakonicích, kde při hodinách nepovinného modelování zcela dozrálo jeho rozhodnutí stát se sochařem. Mezi lety 1911–1915 navštěvoval sochařskou a kamenickou školu v Hořicích.
V roce 1915 byl přijat na Akademii výtvarných umění, kde se stal žákem Josefa Václava Myslbeka. Jeho studia však přerušila první světová válka a v roce 1916 musel narukovat. Pod těžkou palbou v Itálii utrpěl v roce 1917 vážná poranění obou dlaní, avšak toto zranění mu v další tvorbě nebylo překážkou. Během léčení ve vojenské nemocnici na Strahově docházel do Myslbekova ateliéru. V letech 1919 až 1922 pokračoval ve studiu na pražské akademii pod vedením Jana Štursy. Od roku 1923 byl členem S.V.U. Mánes.
V roce 1924 se oženil. S manželkou Bohumilou (roz. Krumpholzovou) měli tři děti: Břetislava (Slávu), Alenu a Milana.
Brzy po dokončení studia na akademii se Benda stal uznávaným a vyhledávaným sochařem. Deset let pracoval v malém ateliéru v 5. poschodí domu na Starém Městě v Křižovnické ulici. V roce 1932 si dal postavit funkcionalistický dům s velkým ateliérem v Praze na Ořechovce. 
V roce 1966 byl Bendovi udělen titul zasloužilý umělec, v roce 1973 byl jmenován národním umělcem. V roce 1972 vydalo nakladatelství Melantrich Bendovu vzpomínkovou knihu Bronz a kámen. K osmdesátým narozeninám v roce 1977 mu byla v Letohrádku královny Anny uspořádána velká retrospektivní výstava. K závěru života na dílech často spolupracoval se synem Milanem Bendou (1941–2017). Zemřel roku 1983 vě věku 86 let. Je pohřben na vyšehradském hřbitově.

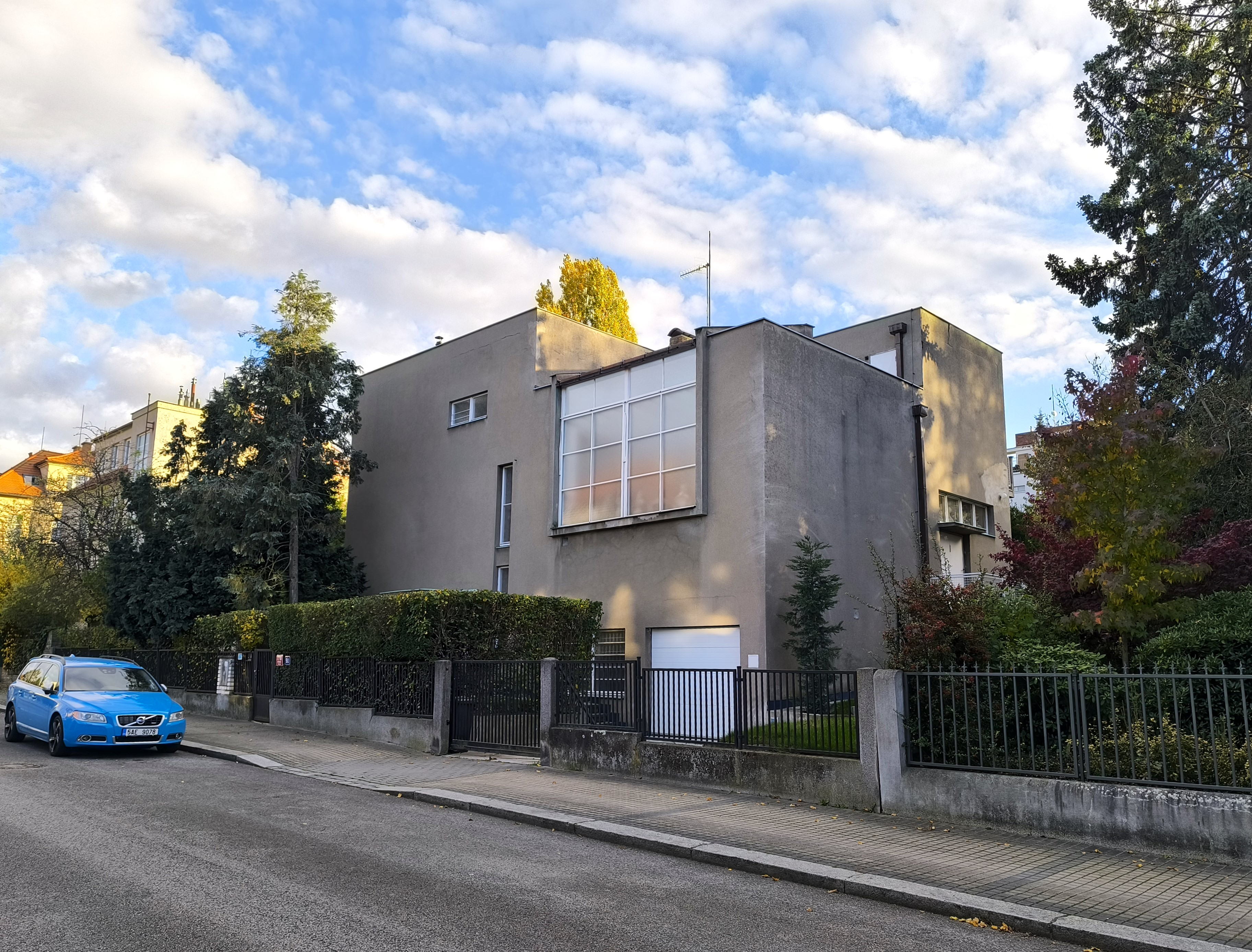
Vila Břetislava Bendy ve Střešovicích

## Dílo

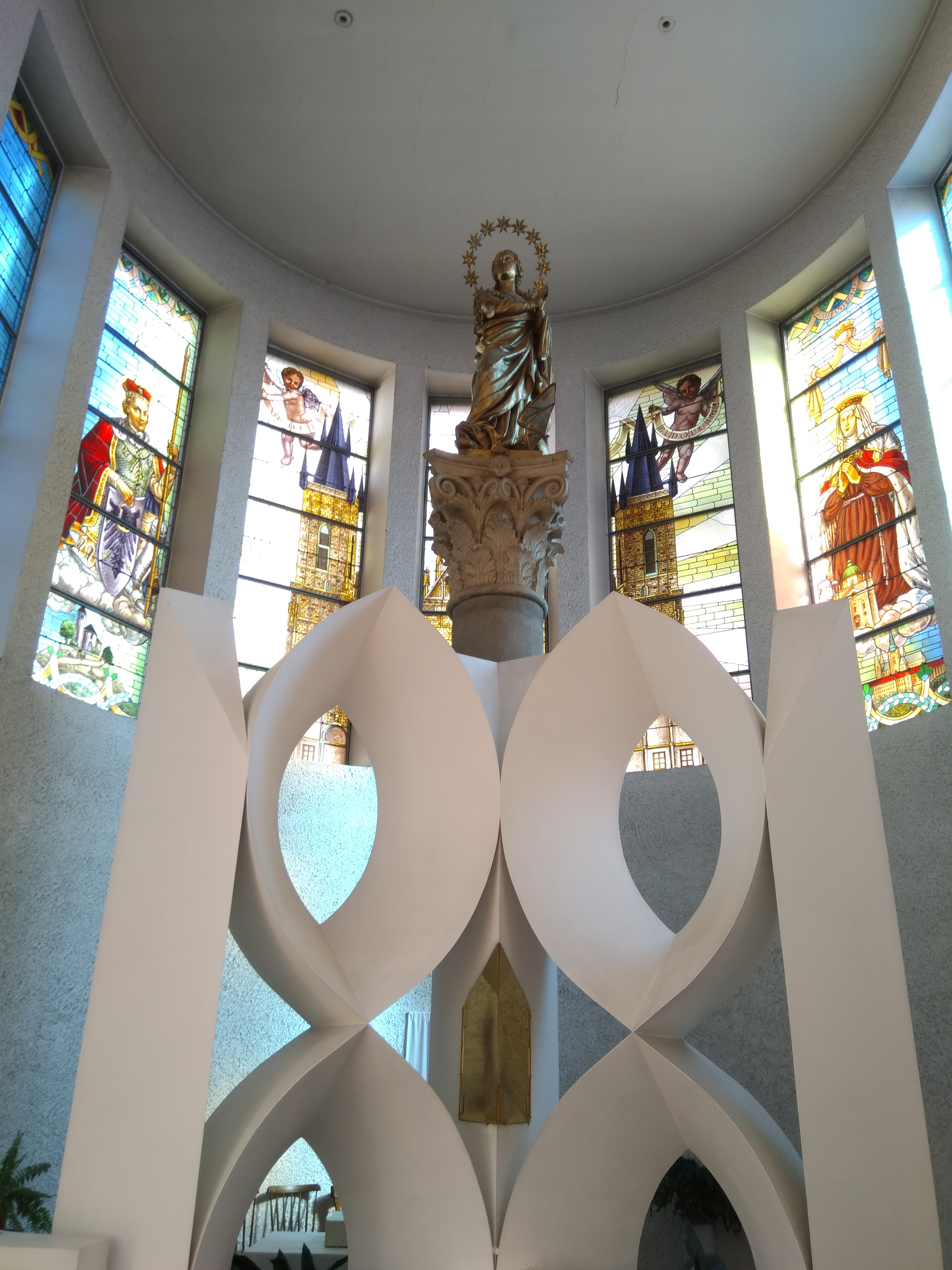
Kopie sochy Panny Marie ze Staroměstského mariánského sloupu za oltářem kostela v Praze 4-Lhotce

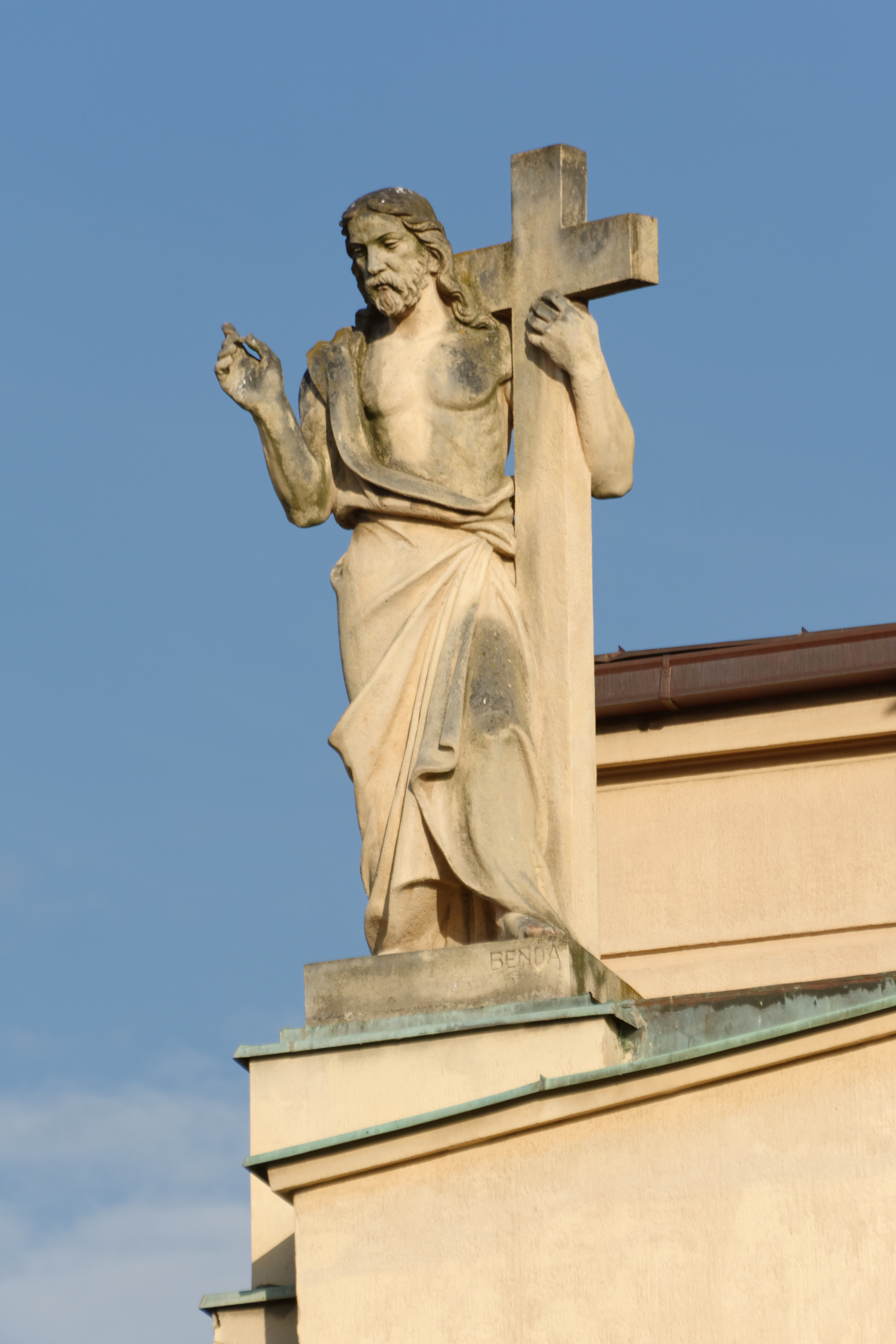
Ježíš Kristus, Arcibiskupský seminář v Praze

Jeho umělecký projev vystihují jeho slova: „Neznám motiv vzácnější, než je lidské tělo, a především ženské.“ Bendovo dílo je převážně novoklasicistní, jako dovršení odkazu Jana Štursy. Přes důsledné novoklasicistní vyznání se ve 20. letech věnoval civilistnímu a sociálnímu umění pod vlivem Otty Gutfreunda. Vytvořil například sochu Proletářské děvče.
Hlavním Bendovým tématem byly ženské figurální plastiky a skulptury v architektuře. Kromě bronzových soch využíval svou erudici kamenosochaře, tvořil sochy z mramoru nebo z pískovce, zřídka z travertinu. Sádrové modely si dával vypálit v terakotě. Jeho díla byla často umisťována do veřejných parků, jako venkovní výzdoba staveb a do interiérů veřejně přístupných budov. 
Bendovým prvním veřejným dílem se stal reliéf Panny Marie na kapli v Líšnici u Milevska (1919–1920). V období do roku 1937 zhotovil řadu zakázek na výzdoby budov v Praze i jiných obcích (Vltava a Dunaj pro Vojenský zeměpisný ústav v Bubenči, sochy vojáků pro průčelí budovy Ministerstva národní obrany v Dejvicích, pro národní banku v Užhorodu). V závěru 20. let realizoval pomníky padlým v Babí u Náchoda (1928), Bernarticích (1928–1930) a Benešově (1930). Dne 5. července 1931 v Milevsku odhalil pamětní desku na rodném domě kněze Cyrila Antonína Straky. Portrétoval také významné osobnosti nové republiky, např. busty T. G. Masaryka (1931), E. Beneše (1937) či F. Kordače (1928).

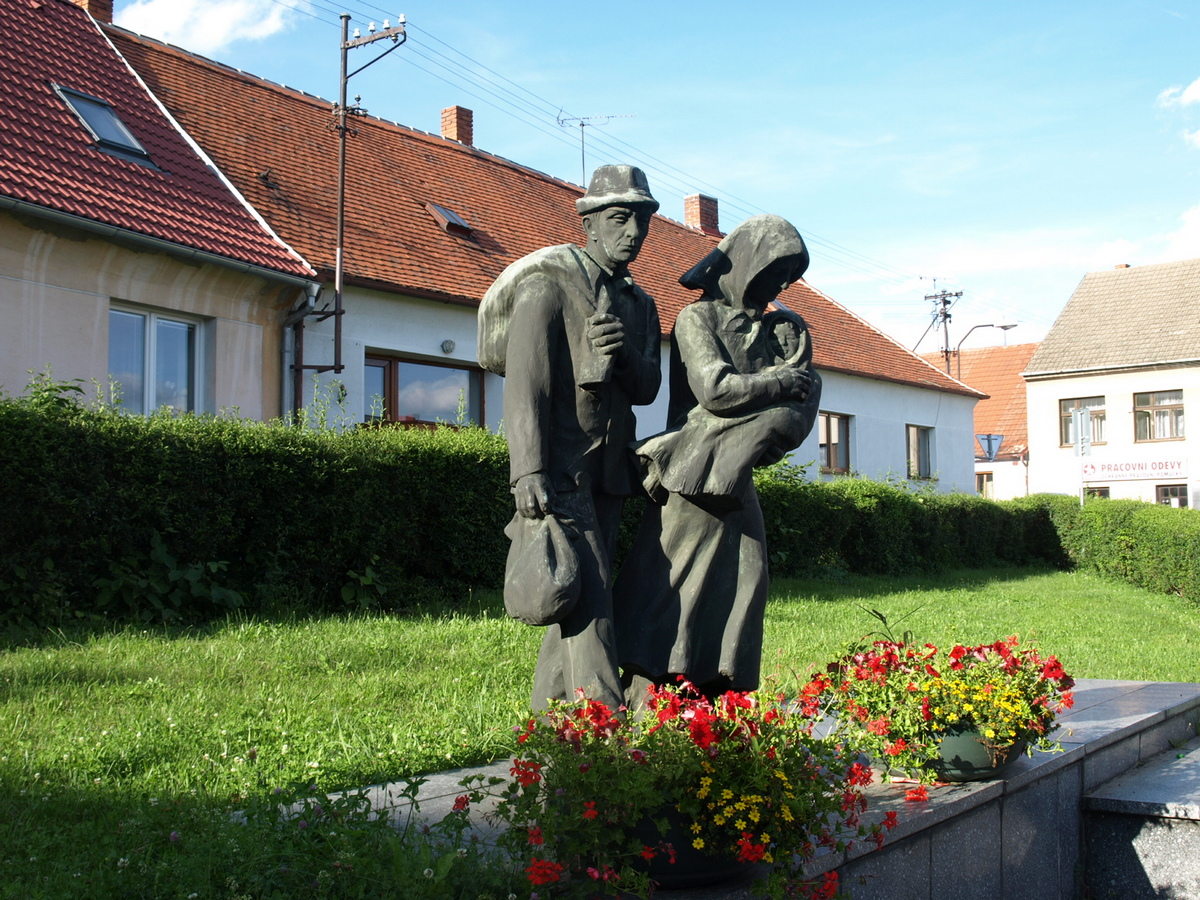
Lidé bez domova v Sedlčanech

Během nacistické okupace vytvořil soubor alegorických plastik, které vyjadřovaly utrpení českého národa a odhodlání bojovat za svobodu (Lidé bez domova, Spoutaná, Naše země, Odboj, Vítězství Stalingradu). Po válce pak vzniklo několik pomníků připomínajících statečnost lidí v boji proti okupantům (Bernartice, Praha-Pankrác).
V posledním tvůrčím období po roce 1953 se Břetislav Benda vracel ke starším studiím ženských postav, které realizoval v nových variacích (Dívka na pláži, Jitro, Čtenářka, Opuštěná). K monumentálním zakázkám z této doby se řadí např. Pomník F. L. Čelakovského ve Strakonicích (1966–1967), Pomníky Klementa Gottwalda v Písku (1970–1975) a Příbrami (1977) či bronzová alegorická plastika Vítězství / Žena s Pochodní (1978) před vstupem na stadion Evžena Rošického na Strahově. Po celou tuto dobu se věnoval také portrétní tvorbě (členové rodiny, Karel Holan, Jaroslav Seifert, Marie Podvalová).

## Významná díla
- Proletářské děvče, 1921
- Božena, 1922, mramor, získal za ni Cenu amerických Čechů[2]
- Eva, 1923, za tuto sochu byl Benda přijat do spolku Mánes[2]
- Démétér, 1924, bronz (oceněna zlatou medailí na Mezinárodní výstavě dekorativního umění v Paříži v roce 1925)
- Toaleta III, 1923–1924, bronz
- Ježíš Kristus s křížem, 1929 pískovec, atika Arcibiskupského semináře v Praze
- Noc, 1931, bronz
- Pamětní deska C. A. Straky, 1931, bronz, ulice 5. května, Milevsko
- Žena s jablkem, 1932–1934, bronz
- Překvapená, 1934, bronz
- Sedící žena s osuškou, 1961, PoděbradyV koupeli, 1933, bronz
- Příchod jara, 1937, bronz

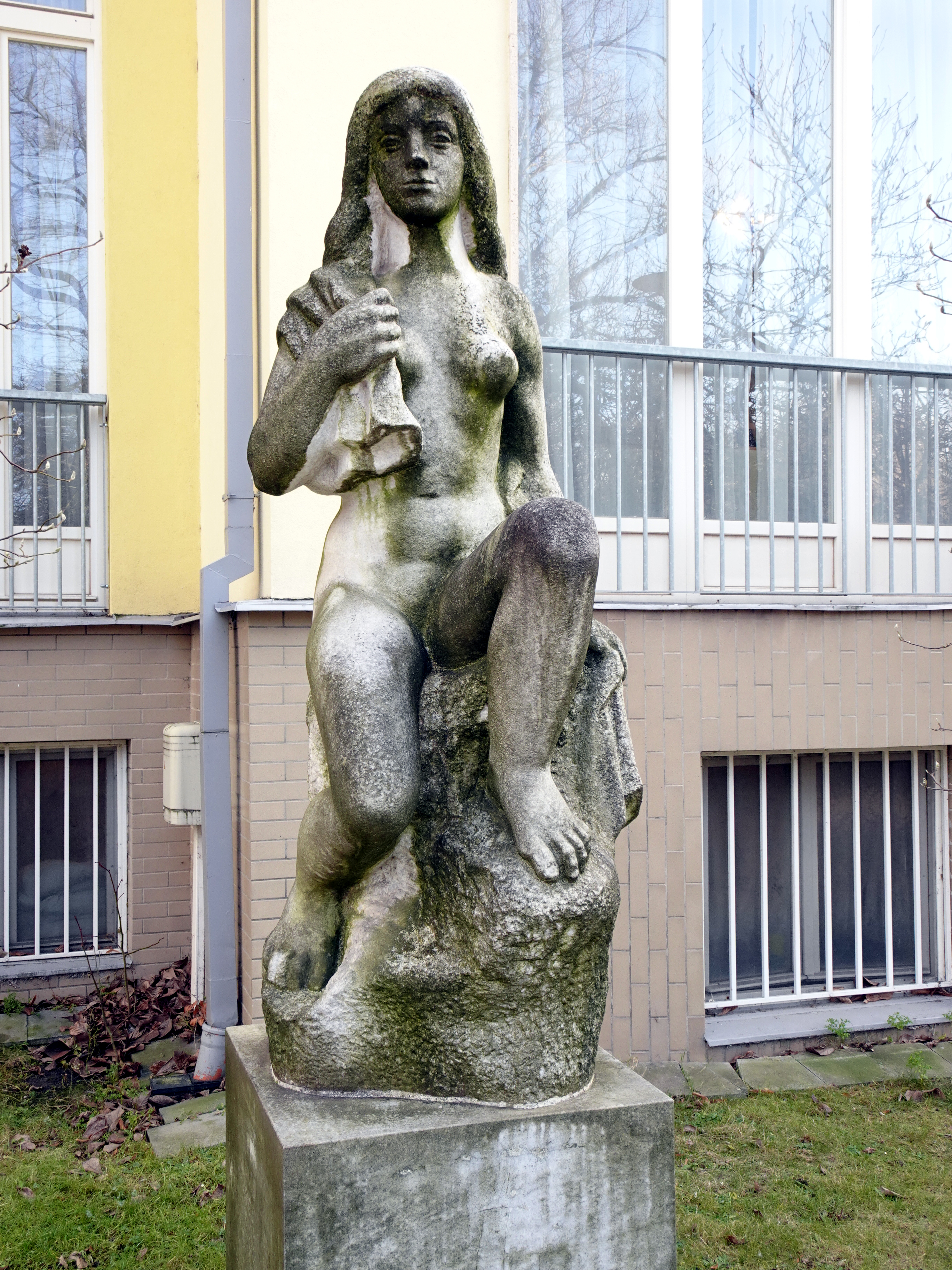
Sedící žena s osuškou, 1961, Poděbrady

- Pomník T. G. Masaryka, 1937, Brandýs nad Labem, bronz [8]
- Žena se džbánem, 1940, bronz; Karlovy Vary, před Alžbětinými lázněmi
- Androméda, 1941, mramor
- Naše země, 1942, istrijský vápenec
- Stesk, 1942–1944, mramor
- Vítězství Stalingradu, 1943–1944, bronz (Po válce byla plastika věnována městu Stalingrad, kde je instalována v muzeu stalingradské bitvy. Její kopie pod pozměněným názvem Strana bojující byla v roce 1978 instalována před novostavbou Krajského výboru KSČ v Českých Budějovicích.) [2][9]
- Múza (Smutek), 1942–1943, mramor
- Spoutaná, 1950, bronz
- Lidické děvčátko, 1948, bronz
- Večer, 1955, bronz
- Svítání, 1956, mramor
- Mateřská láska, 1956–1957, mramor
- Pomona (Dívka s jablkem), 1957, bronz, Chotkovy sady, Praha 1 (roku 1998 odcizena)[10]
- Pamětní deska stávky dělníků na stavbě železnice Praha – Olomouc 1844, 1956, pískovec, na zadní fasádě Muzea hlavního města Prahy, Praha – Florenc
- Vzpomínka, 1960, bronz, Kaizlovy sady, Praha – Karlín
- Dívka na pláži, 1962–1963, bronz
- Chlapec s rybou, 1962–1967, bronz, Nádražní ul., Praha – Smíchov
- Pomník F. L. Čelakovského, 1966–1967, bronz, Strakonice[11]
- Žena vstupující do vody, 1969, bronz
- Klečící děvče, 1973, bronz
- Lidé bez domova, 1975, bronz, Sedlčany
- Dívka s tamburínou, 1976, bronz, v atriu budovy České televize na Kavčích horách, Na hřebenech II., Praha 4
- Opuštěná, 1978–1980, mramor, v atriu budovy České televize na Kavčích horách, Na hřebenech II., Praha 4
- Vítězství / Žena s pochodní, 1978, Diskařská / Maratónská ul., Praha 6 (odstraněna v roce 2023) [12]
- Stojící žena, 1979, bronz, dříve společenská hala hotelu Praha, Sušická, Praha 6 – Dejvice, nyní pravděpodobně Galerie hl. m. Prahy
- Po lázni, osazena 1989, bronz, Bendova ulice, Praha – Řepy
- Busta na hrobě Ladislava Stehlíka

## Galerie

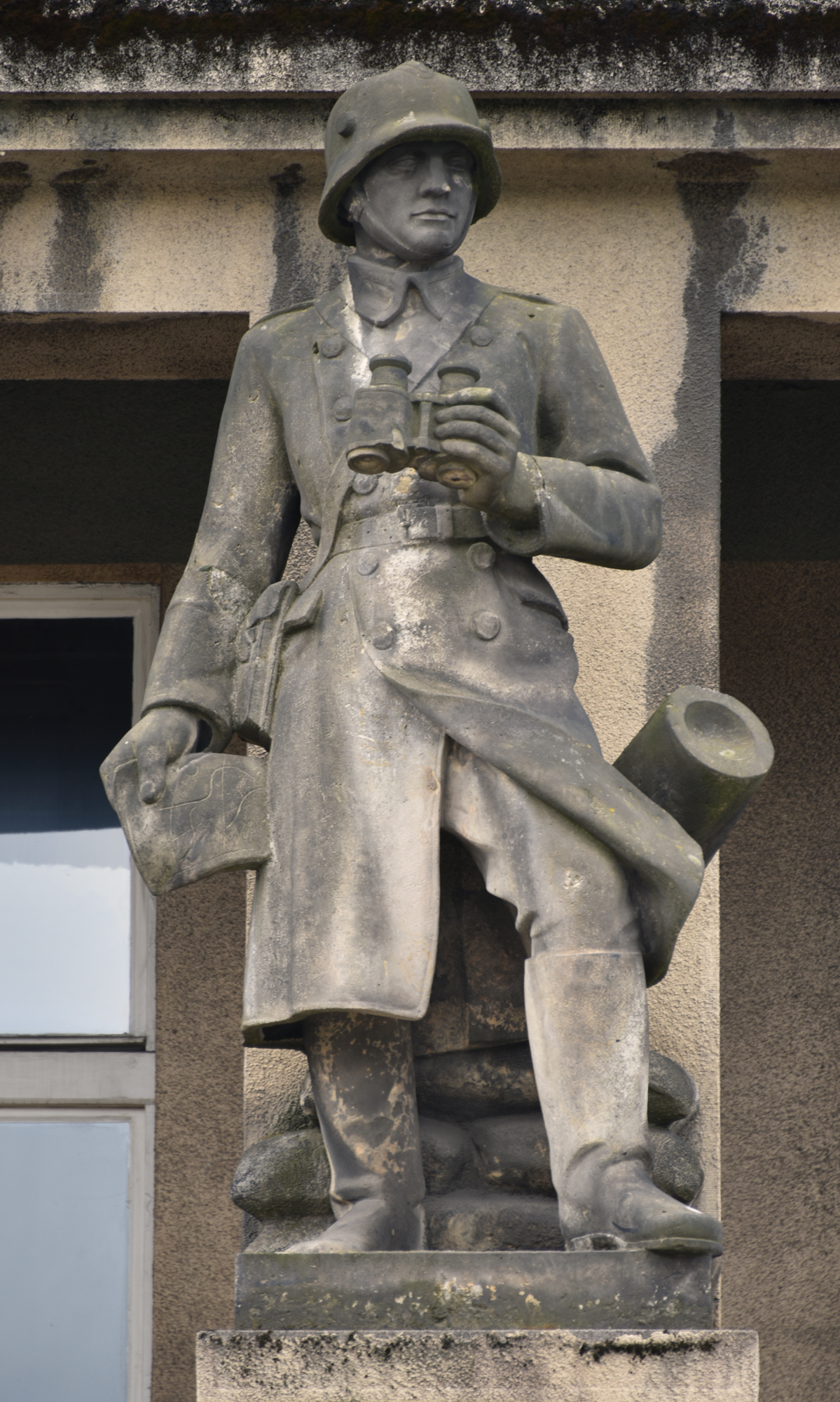
Dělostřelec, 1924–1926 (sochy na fasádě budovy MNO, Praha)
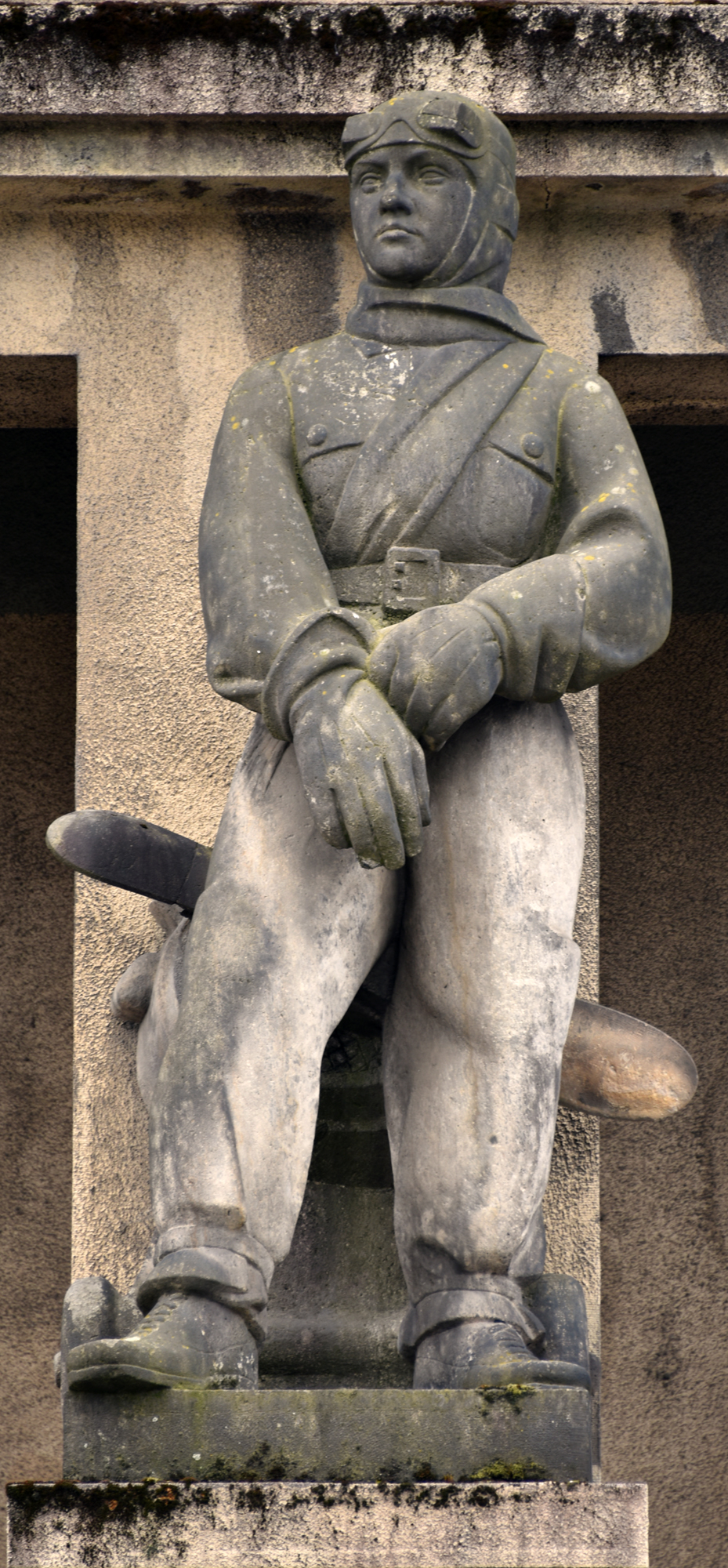
Letec, 1924–1926 (sochy na fasádě budovy MNO, Praha)
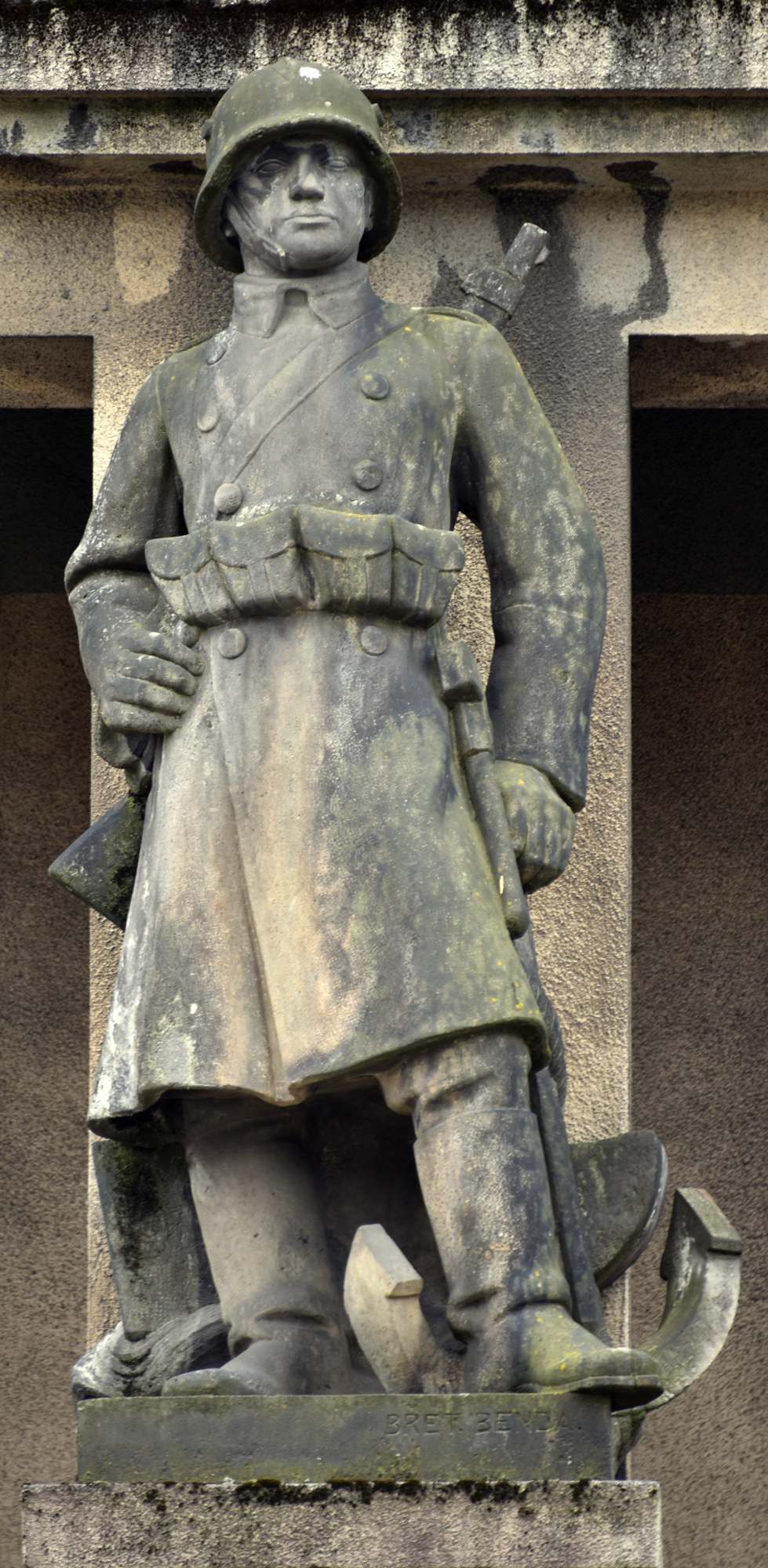
Ženista, 1924–1926 (sochy na fasádě budovy MNO, Praha)
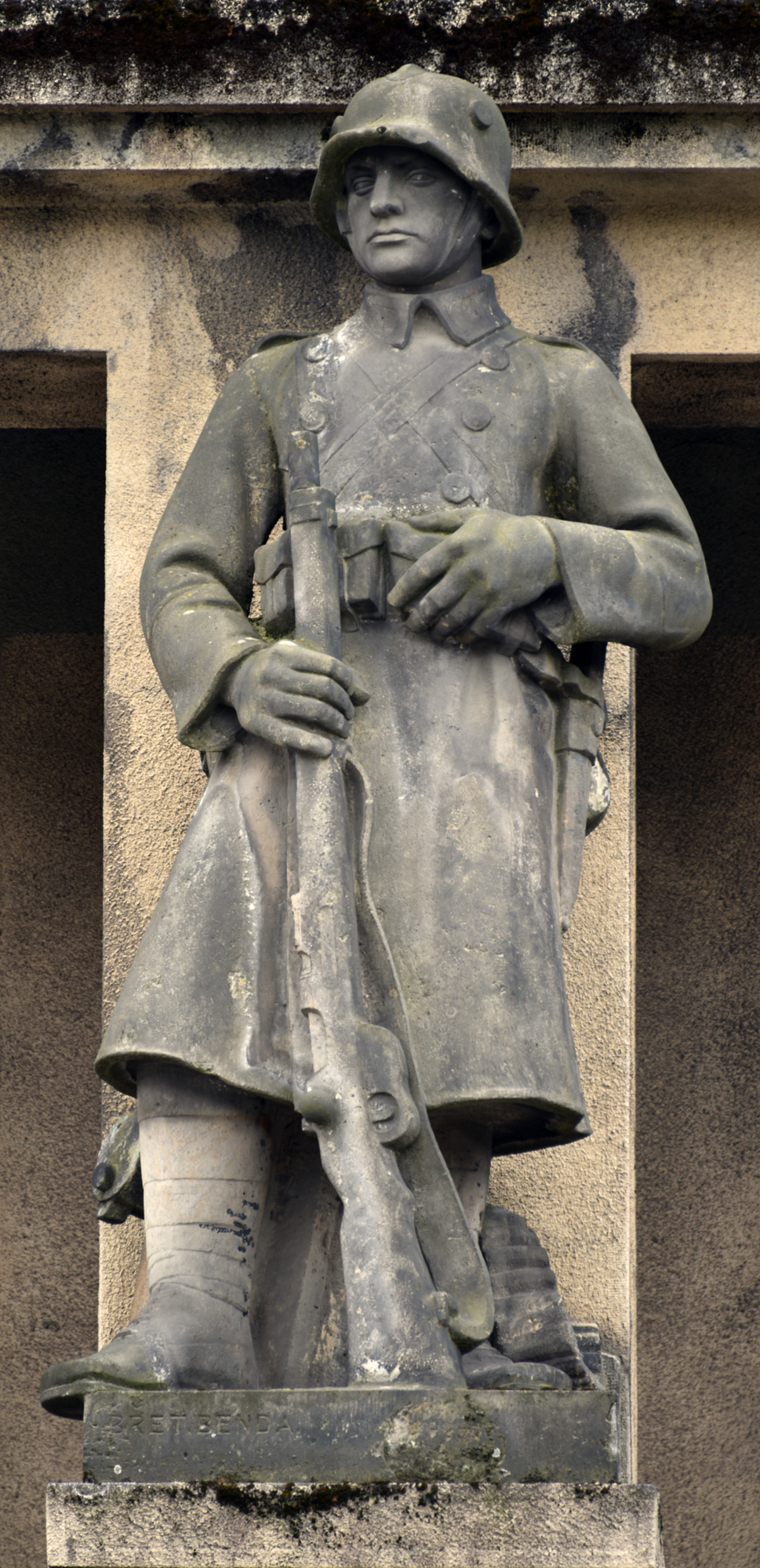
Pěšák, 1924–1926 (sochy na fasádě budovy MNO, Praha)
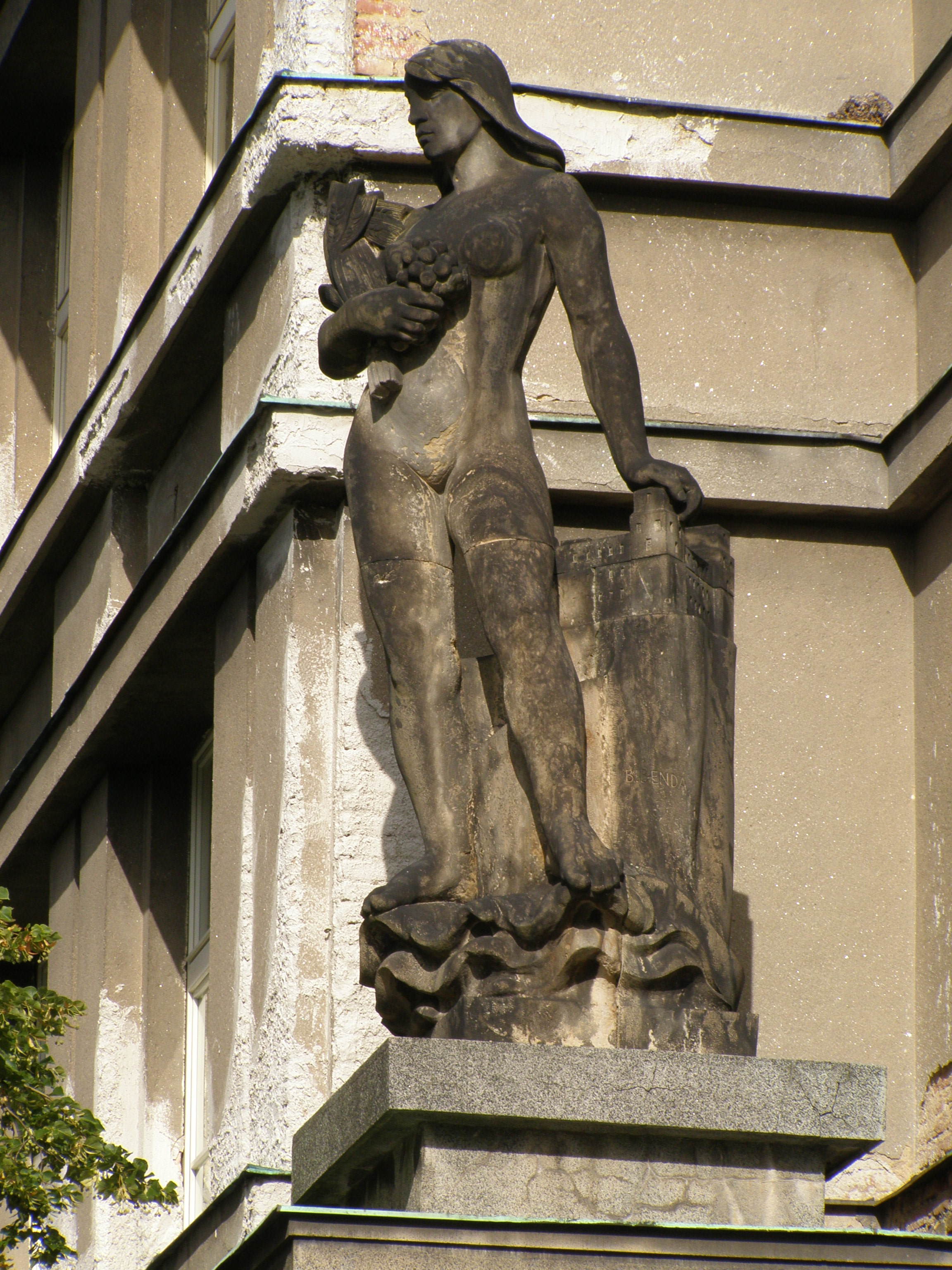
Dunaj, 1925 (na budově bývalého Vojenského zeměpisného ústavu, Praha)
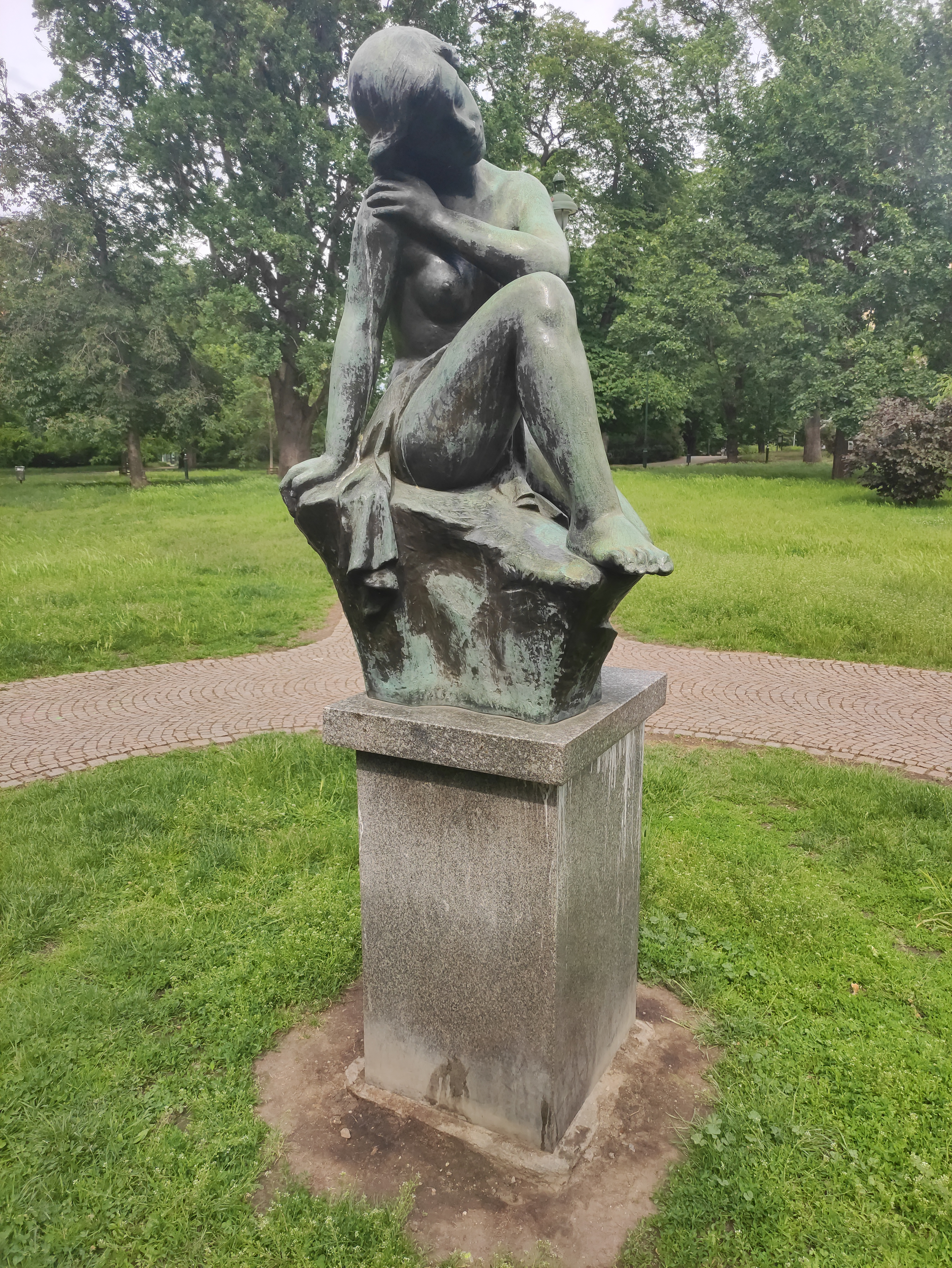
Vzpomínka, 1960
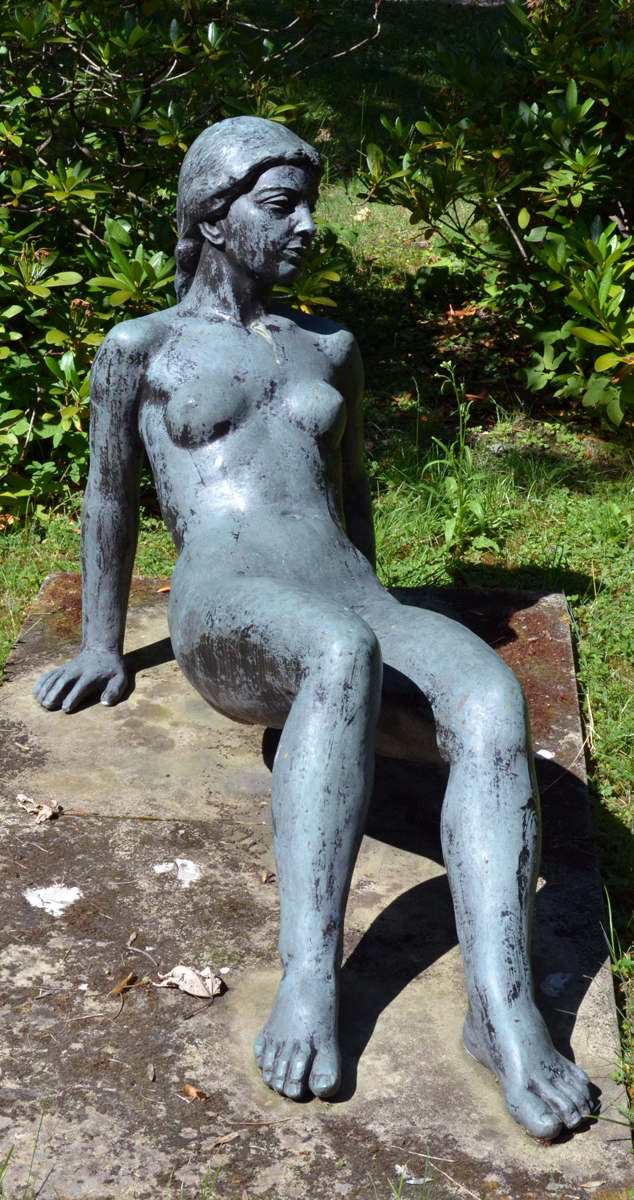
Dívka na pláži, 1962–1963
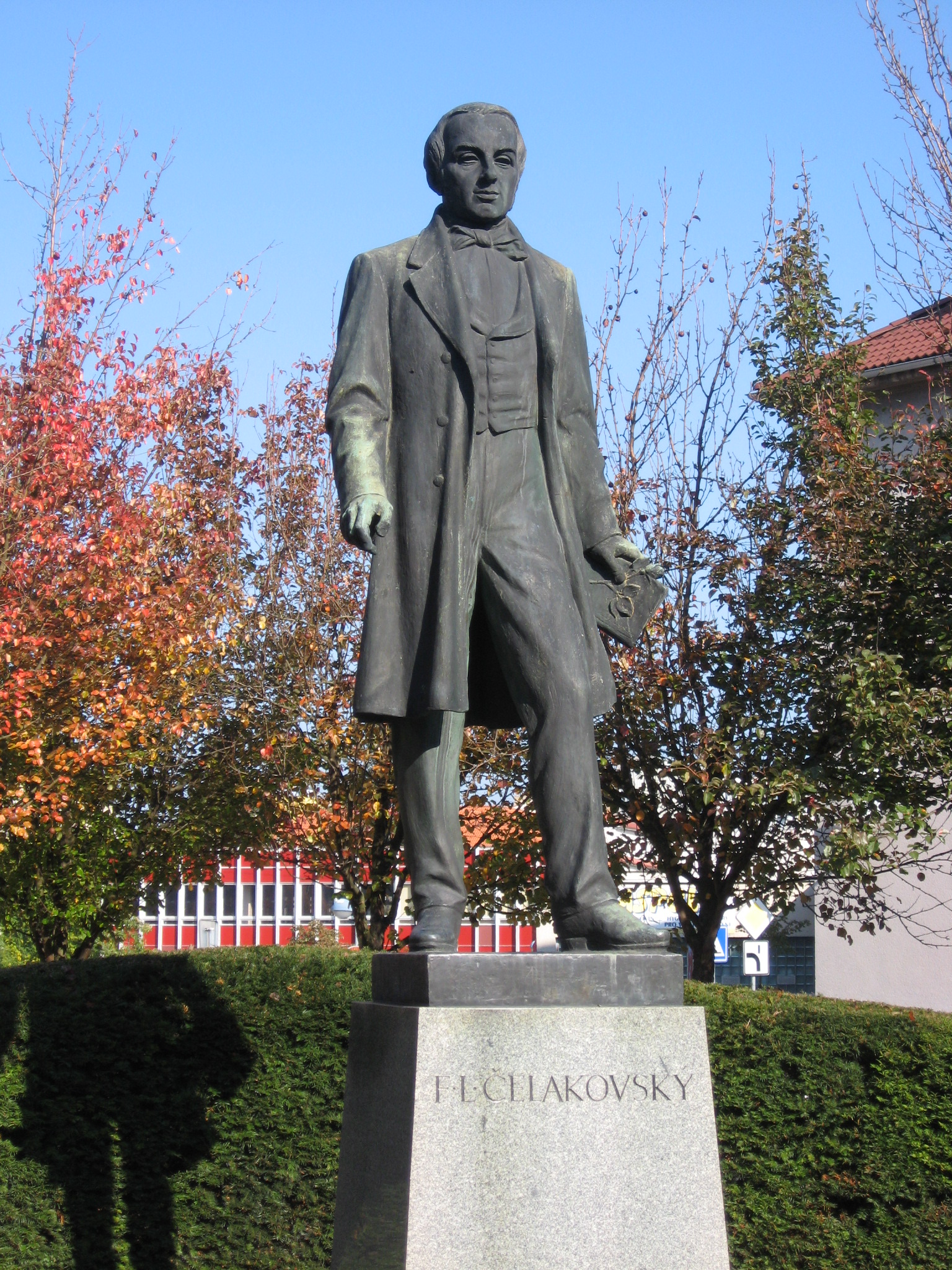
Pomník F. L. Čelakovského ve Strakonicích, 1967
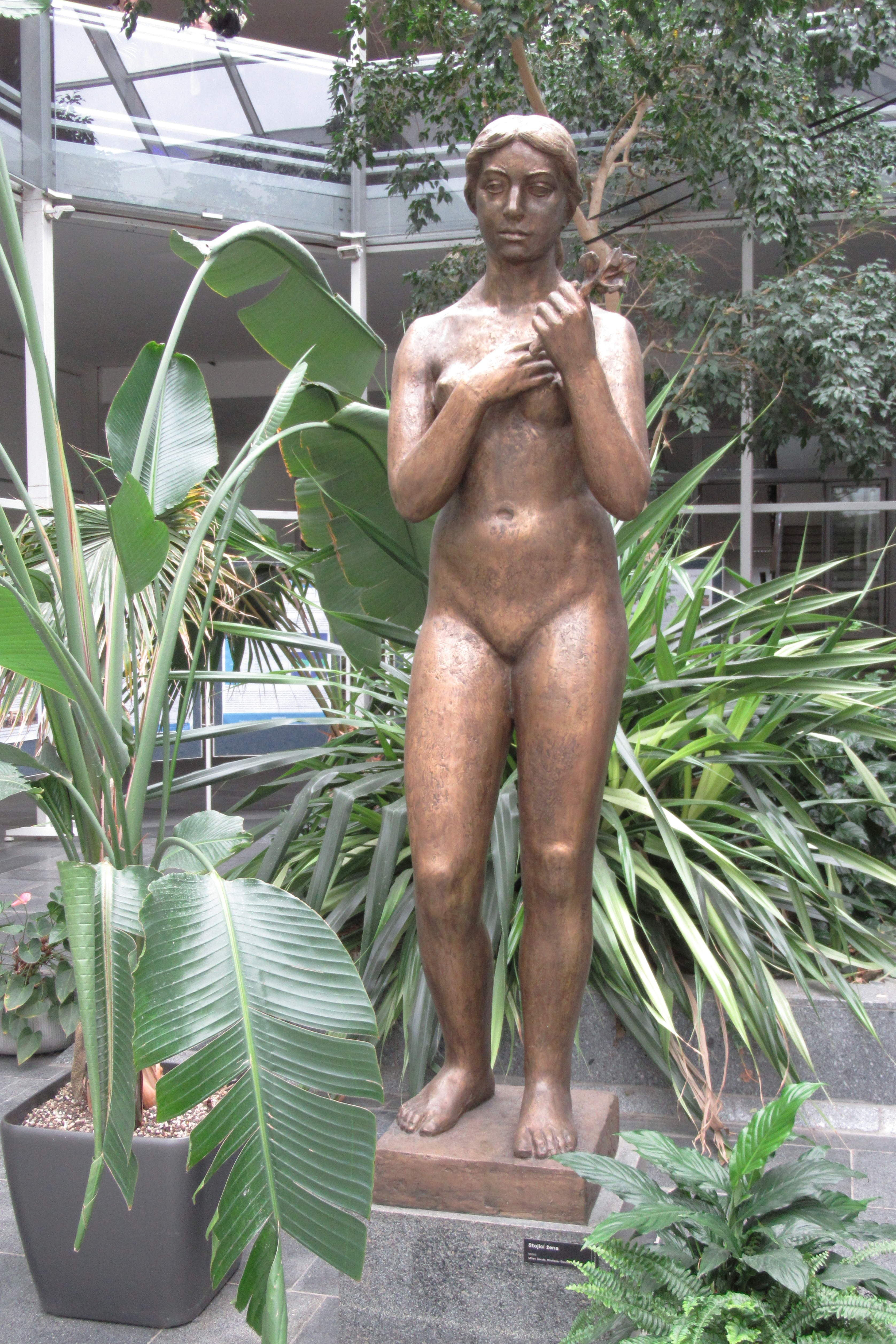
Stojící žena, 1980